# Праздники Намибии
Это обзор национальных праздников в Намибии. Они изложены в «Законе об общественных праздниках 26» 1990 года и «Законе о поправках к национальным праздникам 16, 2004». В нем также говорится о том, что, когда праздник выпадает на воскресенье, следующий понедельник является законным праздником. Кроме того, дополнительные праздники могут быть назначены в течение одного года президентом.
| Дата       | Название                 |
| ---------- | ------------------------ |
| 1 января   | Новый год                |
| 21 марта   | День независимости       |
| 1 мая      | Первое мая               |
| 4 мая      | День Кассинги            |
| 25 мая     | День освобождения Африки |
| 26 августа | День героев              |
| 10 декабря | День прав человека       |
| 25 декабря | Рождество                |
| 26 декабря | День подарков            |